# Rising Son (película)
Rising Son (conocida en España como Mi única razón) es una película de drama de 1990, dirigida por John David Coles, escrita por Bill Phillips, Rafael Yglesias y Lewis Cole, musicalizada por Gary Chang, en la fotografía estuvo Sandi Sissel, los protagonistas son Brian Dennehy, Piper Laurie y Graham Beckel, entre otros. El filme fue realizado por Sarabande Productions y Turner Pictures (I), se estrenó el 23 de julio de 1990.

## Sinopsis
Gus Robinson, operario en una fábrica desde hace más de 3 décadas, es despedido, luego de que la empresa fue comprada por una multinacional. Robinson es incapaz de conseguir otro empleo, mientras tanto, también se va desgastando la relación con su hijo.